# Episodi di Luthi e Blanc (ottava stagione)
L'ottava stagione della serie televisiva Luthi e Blanc è stata trasmessa in anteprima in Svizzera da SF 1 tra il 27 agosto 2006 e il 13 maggio 2007.
| nº | Titolo originale       | Titolo italiano | Prima TV Svizzera | Prima TV Italia |
| -- | ---------------------- | --------------- | ----------------- | --------------- |
| 1  | Zurück ins Heim        |                 | 27 agosto 2006    |                 |
| 2  | Der geheilte Mann      |                 | 3 settembre 2006  |                 |
| 3  | Hinter Gittern         |                 | 10 settembre 2006 |                 |
| 4  | Big Deal               |                 | 17 settembre 2006 |                 |
| 5  | Die Rebellin           |                 | 24 settembre 2006 |                 |
| 6  | Villa Kunterbunt       |                 | 1º ottobre 2006   |                 |
| 7  | Zwischen den Fronten   |                 | 8 ottobre 2006    |                 |
| 8  | Fluchthilfe            |                 | 15 ottobre 2006   |                 |
| 9  | Besetzt                |                 | 22 ottobre 2006   |                 |
| 10 | Die Ohrfeige           |                 | 29 ottobre 2006   |                 |
| 11 | Fahrt in die Nacht     |                 | 5 novembre 2006   |                 |
| 12 | Getrennte Wege         |                 | 12 novembre 2006  |                 |
| 13 | Razzia                 |                 | 19 novembre 2006  |                 |
| 14 | Panik im Park          |                 | 26 novembre 2006  |                 |
| 15 | Terror                 |                 | 3 dicembre 2006   |                 |
| 16 | Der blinde Fleck       |                 | 10 dicembre 2006  |                 |
| 17 | Obdachlos              |                 | 17 dicembre 2006  |                 |
| 18 | In flagranti           |                 | 7 gennaio 2007    |                 |
| 19 | Die Unterschrift       |                 | 14 gennaio 2007   |                 |
| 20 | Big Boss               |                 | 21 gennaio 2007   |                 |
| 21 | In fremden Händen      |                 | 28 gennaio 2007   |                 |
| 22 | Die Neue               |                 | 4 febbraio 2007   |                 |
| 23 | Bitterer Sieg          |                 | 11 febbraio 2007  |                 |
| 24 | Bewegte Männer         |                 | 18 febbraio 2007  |                 |
| 25 | Orchideen für Julia    |                 | 25 febbraio 2007  |                 |
| 26 | Grausame Rache         |                 | 4 marzo 2007      |                 |
| 27 | Blackout               |                 | 11 marzo 2007     |                 |
| 28 | Komplott im Penthouse  |                 | 18 marzo 2007     |                 |
| 29 | Vergessen und verloren |                 | 25 marzo 2007     |                 |
| 30 | Peinliches Date        |                 | 1º aprile 2007    |                 |
| 31 | Ein abgekartetes Spiel |                 | 8 aprile 2007     |                 |
| 32 | Hypnose                |                 | 15 aprile 2007    |                 |
| 33 | Die Bekehrung          |                 | 22 aprile 2007    |                 |
| 34 | Das Sushi-Geheimnis    |                 | 29 aprile 2007    |                 |
| 35 | Alle gegen Frick       |                 | 6 maggio 2007     |                 |
| 36 | Goldene Hochzeit       |                 | 13 maggio 2007    |                 |